# Huissen

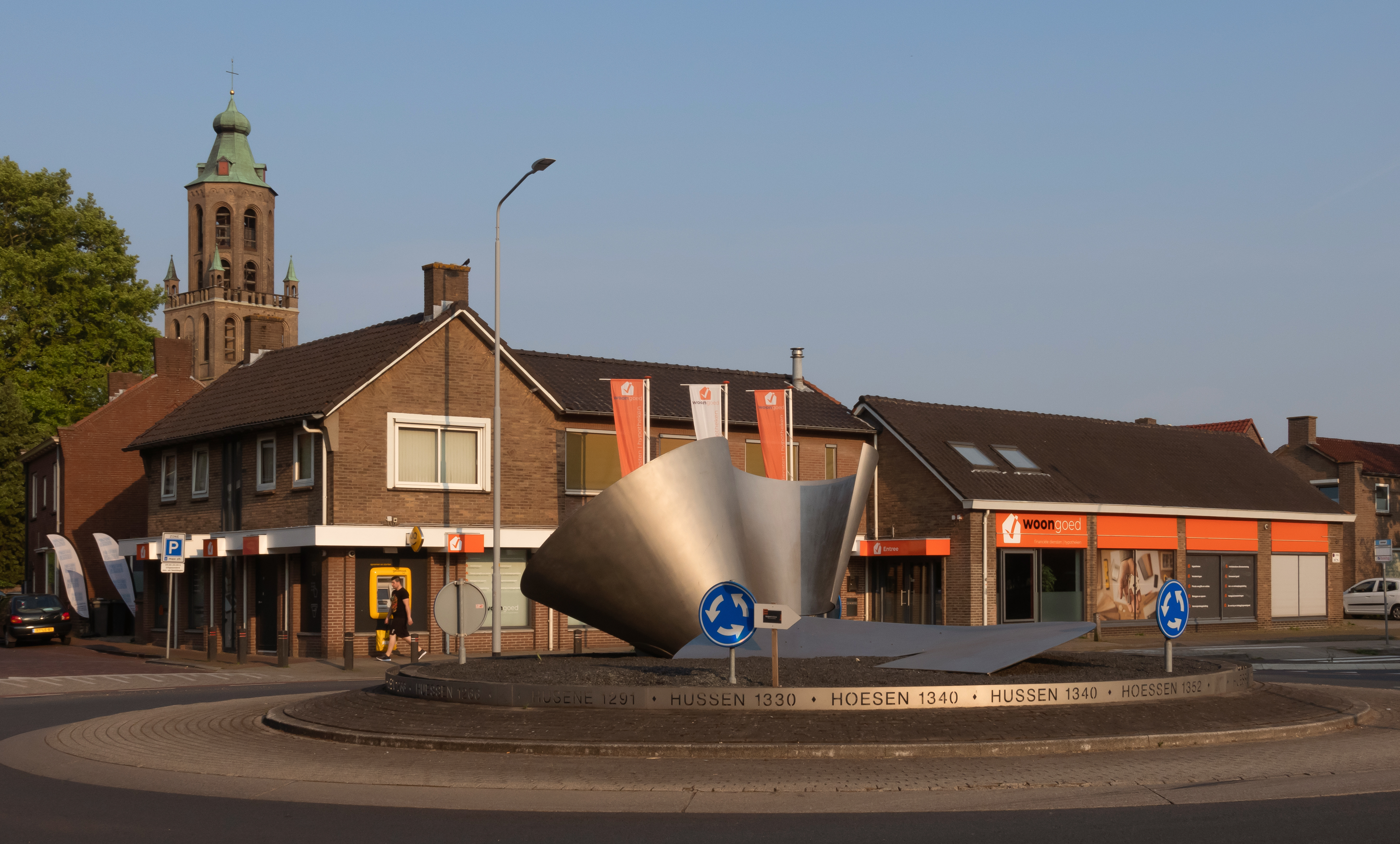
Skulptur der Geschichte von Huissen

Huissen (Aussprache: Hüüssen; im Dialekt: Hüüsse) ist eine Stadt in den östlichen Niederlanden. Sie liegt in der Provinz Gelderland und gehört heute zur Gemeinde Lingewaard. Huissen hat 19.770 Einwohner (Stand: 1. Januar 2024). Der Stadt wurden um das Jahr 1314 die Stadtrechte verliehen.

## Beschreibung
Huissen ist die größte Stadt der Gemeinde Lingewaard und befindet sich am Niederrhein zwischen Arnheim und Nimwegen.
Der Ort besteht aus dem Stadtteil Huissen-Stad (der alten „Stadt“ und angrenzenden Wohnvierteln), Huissen-Zand (einem zweiten angrenzenden Kern, vor allem Gartenbau) und dem in den 1970er Jahren entstandenen Viertel Zilverkamp. Nach einigen kleineren Neubauvierteln ist seit Anfang des 21. Jahrhunderts das Viertel Loovelden in Entwicklung.
Östlich der Stadt findet man große Ausuferungsräume. Im Norden bildet die Huissensedijk die Grenze zu Arnheim. Bei dem kleinen Industriegebiet Looveer ist Huissen mit einer Fähre über den Nederrijn mit der Liemers verbunden. Jenseits des Flusses gehört ein kleiner Abschnitt des Ausuferungsraumes zu Huissen. Südlich der Stadt befindet sich das Industriegelände Pannenhuis.
Das alte Zentrum ist von Einkaufsstraßen und Gaststätten geprägt.

## Geschichte

### Mittelalter
Huissen wurde 814 zum ersten Mal als Hosenhym erwähnt; danach (nach einer Invasion der Wikinger) wurde die Stadt Hosenheim genannt. Ab 1033 bildete sich der heutige Stadtname über mehrere Zwischenstufen heraus: Huschenheim oder Heuschenheim zu Heuschen oder Heussen. Letzte Vorstufe war Huessen, jetzt geschrieben als Huissen.
Im Jahr 1242 fiel der Ort in die Hände der Grafen von Kleve, während die restliche Umgebung an den Grafen von Geldern ging. Huissen war demnach eine Enklave von Kleve in Geldern. Noch vor dem Jahr 1314 hatte Huissen die Stadtrechte verliehen bekommen. Für die Klever Grafen und Herzöge war Huissen insbesondere als Zollstätte bedeutend. 1502 versuchte Karl von Egmond Huissen zu erobern, indem er die Stadt belagerte. Seine Truppen wurden von den Klevern besiegt; ein Ereignis, das noch heute jedes Jahr nachgespielt wird.

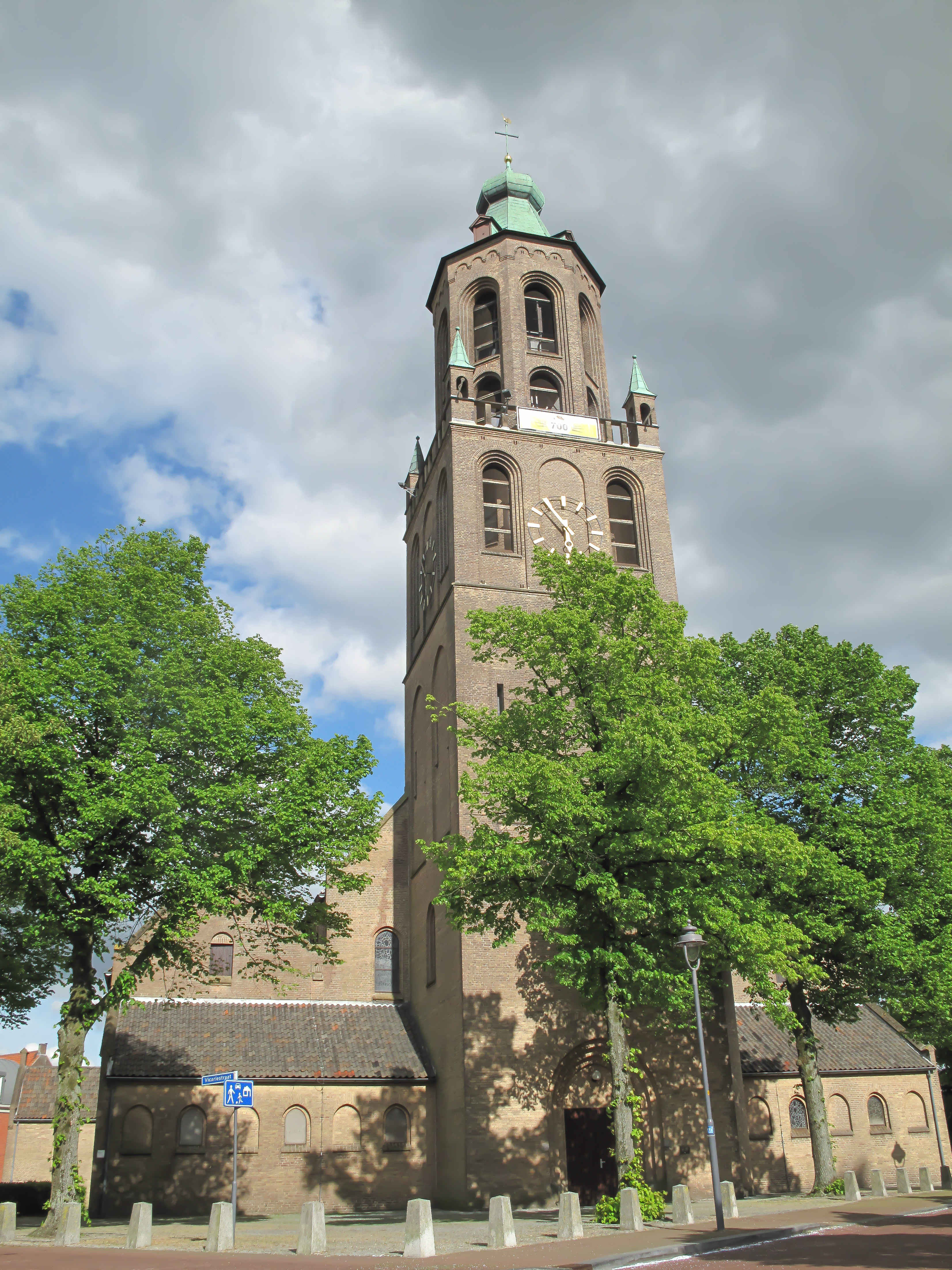
Huissen, Kirche: de Onze Lieve Vrouwe Ten Hemelopnemingskerk

### Achtzigjähriger Krieg (1568–1648)
Huissen bildete während des achtzigjährigen Freiheitskampfes der Niederlande gegen die spanische Linie des Hauses Habsburg eine römisch-katholische Enklave in den sonst protestantischen Niederlanden. 1614 fiel der Ort zusammen mit dem Herzogtum Kleve an Brandenburg und seit 1701 gehörte er zum preußischen Territorium. Zwischen 1795 und 1815 wechselte der Ort mehrmals seinen Besitzer. Erst mit dem Wiener Kongress (1815) ging Huissen wieder an die Niederlande und wurde durch dieses 1816 offiziell in Besitz genommen.

### Zweiter Weltkrieg
Im Zweiten Weltkrieg wurde Huissen in der Nacht vom 13. auf den 14. Mai 1943 bei einem Luftangriff der deutschen Luftwaffe schwer beschädigt.
Auch im Jahr 1944 (Operation Market Garden) wurde die Ortschaft mehrmals bombardiert, wobei der historische Stadtkern (fast) vollständig zerstört wurde. Beim alliierten Bombenangriff am 17. September 1944 wurden 23 Menschen getötet. Am 1. Oktober starteten die Deutschen einen Gegenangriff, und am folgenden Tag bombardierten die Alliierten Huissen erneut. Dabei kamen weitere 98 Menschen ums Leben. Die Getöteten wurden in einem Massengrab auf dem Friedhof beerdigt. Das Grabdenkmal an der Gedenkstätte wurde am 2. November 1947 enthüllt.
Ab September 1944 begann die Evakuierung, dadurch waren am 2. April 1945 keine Einwohner anwesend, als der Ort durch britische Truppen befreit wurde.

### Das heutige Huissen
In den 1960er Jahren wurde die Bauerschaft Malburgen sowie die Kleefse Pleij Arnheim angeschlossen. Seit dem 1. Januar 2001 bildet Huissen mit den ehemaligen Ortschaften Gendt und Bemmel die neue Gemeinde Lingewaard.
Obwohl Huissen derzeit hauptsächlich eine Trabantenstadt ist, spielt der geschichtlich bedeutende Gartenbau immer noch eine wichtige Rolle. Weiterhin ist es Huissen gelungen, viele seiner Besonderheiten wie die Prozessionen, die Schützengilden, den Karneval sowie den Dialekt zu bewahren.

## Öffentlicher Verkehr
Der öffentliche Verkehr in Huissen wird von Breng, einer Marke des Verkehrsunternehmens Connexxion, betrieben. Durch Huissen fahren Buslinien in Richtung Arnhem und Nijmegen Universiteit Oostzijde/CS.

## Söhne der Stadt
- Johan Frederik Wilhelm Veeren (1761–1821), Offizier
- Jan Barend Hendrik van Royen (1830–1909), Offizier
- Hein Burgers (1834–1899), Genre- und Landschaftsmaler
- Erwin van de Looi (* 1972), Fußballspieler und -trainer
- Diederik Scheltinga (* 1985), Du- und Triathlet
- Evert Scheltinga (* 1987), Du- und Triathlet